# Oh Aaron: Live In Concert
Oh Aaron: Live In Concert es un DVD por la estrella pop Aaron Carter.
Muestra escenas de Aaron Carter y el miembro de los Backstreet Boys Nick Carter en concierto en Baton Rouge, Louisiana, presentando canciones de sus álbumes Oh Aaron, Aaron's Party (Come Get It) y su álbum homónimo en su gira. 

## Canciones
1. Life is a Party
2. Iko Iko
3. Bounce
4. I Need You Tonight (canción por Nick Carter)
5. Not Too Young, Not Too Old (Nick Carter)
6. Tell Me What You Want
7. Oh Aaron
8. Real Good Time
9. I'm All About You

## Vídeo musicales
1. Leave It Up to Me
2. I'm All About You
3. Oh Aaron (con Nick Carter y No Secrets)